# Florian Becke
Florian Becke (15 de marzo de 1983) es un deportista alemán que compitió en bobsleigh en las modalidades doble y cuádruple.
Ganó una medalla de oro en el Campeonato Mundial de Bobsleigh de 2011 y una medalla de oro en el Campeonato Europeo de Bobsleigh de 2011.

## Palmarés internacional
| Campeonato Mundial | Campeonato Mundial    | Campeonato Mundial | Campeonato Mundial |
| Año                | Lugar                 | Medalla            | Prueba             |
| ------------------ | --------------------- | ------------------ | ------------------ |
| 2011               | Königssee (Alemania)  | Medalla de oro     | Equipo             |
| Campeonato Europeo |                       |                    |                    |
| Año                | Lugar                 | Medalla            | Prueba             |
| 2011               | Winterberg (Alemania) | Medalla de oro     | Cuádruple          |